# Adopcja na odległość
Uzasadnienie:  dwa różne artykuły o tym samym 
Adopcja na Odległość - program pomocy w kształceniu najbardziej potrzebujących dzieci i młodzieży z krajów misyjnych. Program Adopcji na Odległość, rozpoczął się w Salezjańskim Ośrodku Misyjnym w kwietniu 2001 roku pod hasłem: Dajmy dziecku szansę nauki. Jest to adopcja grupowa, która polega na finansowaniu edukacji grupy dzieci z danej placówki misyjnej.
Z programu korzystają dzieci i młodzież, którym rodzice nie są w stanie zapewnić edukacji, a często także zaspokoić ich podstawowych potrzeb. Są to głównie sieroty i półsieroty, w wieku od 6 do 25 lat, z Afryki, Ameryki Łacińskiej, Azji i Europy.
Opiekunowie adopcyjni z kraju i zagranicy deklarują co najmniej roczne wsparcie swoich podopiecznych. Przesłane przez nich pieniądze pozwalają wyposażyć uczniów w podręczniki, przybory szkolne, mundurki, opłacić im lub wspomóc w opłaceniu czesnego, oraz zapewnić odpowiednie zaplecze umożliwiające naukę: zakup ubrań, dożywianie. Często wspierane są też rodziny uczniów. 
Program Adopcji na Odległość wspiera również seminarzystów z krajów misyjnych, przygotowujących się do kapłaństwa.